# Coupe du Liechtenstein de football 1969-1970
Navigation
Édition précédente Édition suivante
La coupe du Liechtenstein 1969-1970 de football est la 25e édition de la Coupe nationale de football, la seule compétition nationale du pays en l'absence de championnat.
La finale est disputée à Balzers, le 20 juin 1970, entre le FC Vaduz et le FC Schaan. 
Le FC Vaduz remporte le trophée en battant le FC Schaan. Il s'agit du 15e titre de l'histoire du club dans la compétition, le quatrième consécutif.

## 1ertour
Le FC Schaan, le FC Triesen, le FC Vaduz et le FC Vaduz II sont exemptés de ce tour.
| Équipe 1      | Résultat | Équipe 2             |
| ------------- | -------- | -------------------- |
| FC Triesen II | 5- 2     | FC Ruggell II        |
| FC Ruggell    | 3 - 3    | FC Balzers II        |
| FC Vaduz III  | 2 - 1    | USV Eschen/Mauren    |
| FC Schaan II  | 5 - 0    | USV Eschen/Mauren II |
| Replay        |          |                      |
| FC Ruggell    | 3 - 1    | FC Balzers II        |

## 2etour
| Équipe 1     | Résultat | Équipe 2      |
| ------------ | -------- | ------------- |
| FC Ruggell   | 1 - 4    | FC Triesen    |
| FC Vaduz III | 0 - 2    | FC Schaan II  |
| FC Vaduz II  | 4 - 3    | FC Triesen II |
| FC Schaan II | 0 - 4    | FC Vaduz      |

## Demi-finales
| Équipe 1    | Résultat | Équipe 2  |
| ----------- | -------- | --------- |
| FC Triesen  | 1 - 3    | FC Schaan |
| FC Vaduz II | w/o      | FC Vaduz  |

## Finale
| 20 juin 1970 | FC Vaduz | 2 - 1 | FC Schaan | Balzers |  |
|              |          |       |           |         |  |